# دانيال ألين باتلر
دانيال ألين باتلر (بالإنجليزية: Daniel Allen Butler)‏ هو مؤرخ أمريكي، ولد في 24 يناير 1957.